# دوبونگسان
دوبونگسان (به لاتین: Dobongsan) یک کوه در کره جنوبی است که در کره جنوبی واقع شده‌است. دوبونگسان ۷۳۹٫۵ متر بالاتر از سطح دریا واقع شده‌است.